# Carvin Nkanata
Carvin Nkanata (Summerville, 6 maggio 1991) è un velocista keniota.

## Biografia
Ai campionati africani di Marrakech 2014 ha vinto la medaglia di bronzo nei 200 metri piani, classificandosi alle spalle dell'ivoriano Hua Wilfried Koffi e del botswano Isaac Makwala.
Ha rappresentato il Kenya ai Giochi olimpici estivi di Rio de Janeiro 2016, gareggiando nella specialità dei 200 metri piani, dove è stato eliminato in batteria.

## Palmarès
| Anno | Manifestazione          | Sede           | Evento      | Risultato  | Prestazione | Note |
| ---- | ----------------------- | -------------- | ----------- | ---------- | ----------- | ---- |
| 2014 | World Relays            | Nassau         | 4×200 m     | 5º         | 1'22"35     |      |
| 2014 | Giochi del Commonwealth | Glasgow        | 200 m piani | Semifinale | 20"65       |      |
| 2014 | Giochi del Commonwealth | Glasgow        | 4×100 m     | Batteria   | 40"32       |      |
| 2014 | Campionati africani     | Marrakech      | 200 m piani | Bronzo     | 20"53       |      |
| 2015 | World Relays            | Nassau         | 4×200 m     | Batteria   | dq          |      |
| 2015 | Mondiali                | Pechino        | 200 m piani | Batteria   | 20"43       |      |
| 2016 | Giochi olimpici         | Rio de Janeiro | 200 m piani | Batteria   | 21"43       |      |